# 大阪市立田島小学校
大阪市立田島小学校（おおさかしりつ たしま しょうがっこう）は、大阪府大阪市生野区にあった公立小学校。2022年3月に閉校した。

## 概要
大阪市立生野小学校（大阪市生野国民学校）から分離する形で、1947年4月1日に開校した。学制改革で新制小学校制度ができて以降、初めて新設された大阪市立小学校でもある。
外国籍児童や外国にルーツを持つ児童が多く在住しているという地域の条件から、民族学級が開設されていた。
しかし生野区の地域の児童減少による統廃合計画により、大阪市立生野南小学校と統合する形で、2022年度に大阪市立田島南小学校（田島南小中一貫校）を設置することになった。このことに伴い2022年3月末日付で閉校した。

## 沿革
- 1947年4月1日 - 大阪市立田島小学校として開校。
- 1958年1月21日 - 校歌制定。
- 1983年 - 民族学級を開設。
- 1991年3月23日 - 講堂兼体育館落成。
- 1993年2月25日 - プール完成。
- 2022年3月31日 - 閉校

## 通学区域
- 大阪市生野区 田島2丁目（一部）、田島3丁目・4丁目、田島5丁目（一部）、舎利寺2丁目（一部）、舎利寺3丁目（一部）、巽西2丁目（一部）、巽西3丁目（一部）、巽西4丁目（一部）。
卒業生は大阪市立田島中学校に進学していた。

## 交通
- 大阪シティバス 田島3丁目バス停。
- 地下鉄千日前線 南巽駅 北西へ約1.5km。
- 関西本線（大和路線） 東部市場前駅 北東へ約1.7km。